# カイエターナ・フィツ＝ハメス・ストゥアルト
カイエターナ・フィツ＝ハメス・ストゥアルト・イ・シルバ（西: Cayetana Fitz-James Stuart y Silva, 1926年3月28日 - 2014年11月20日）は、スペインの貴族女性、資産家。第18代アルバ公爵。イングランド王兼スコットランド王ジェームズ2世/7世の庶子である初代ベリック公爵ジェームズ・フィッツジェームズの嫡系子孫にあたる。存命中、アルバ公爵位の他にも40以上の爵位を有し、これによって現存する国家政府によって認められた貴族称号を世界で最も数多く有した人物として、ギネス世界記録に認定されている。

## 経歴
第17代アルバ公爵ハコボ・フィツ＝ハメス・ストゥアルトと、その妻である第9代サン・ビセンテ・デル・ファルコ女侯爵マリア・デル・ロサリオ・デ・シルバの間の一人娘として、マドリードのリリア宮殿で生まれた。洗礼の代母はスペイン王妃ビクトリア・エウヘニアである。曾祖母マリア・フランシスカ・デ・サレス・ポルトカレッロは、フランス皇帝ナポレオン3世の皇后ウジェニーの姉である。
1947年10月12日にセビリアにおいて、第9代ソトマヨール公爵の息子ルイス・マルティネス・デ・イルホ・イ・アルタスコス（Luis Martínez de Irujo y Artázcoz、1919年 - 1972年）と最初の結婚をした。この結婚式は大変に豪華なものとして国際的な注目を集め、「世界で最も費用のかかった結婚式」と報じられた。夫妻の間には5男1女の6人の子女が生まれたが、1972年に死別した。
1978年3月16日、イエズス会の元司祭だったヘスス・アギーレ・イ・オルティス・デ・サラテ（Jesús Aguirre y Ortiz de Zárate、1937年 - 2001年）と再婚した。アギーレは非嫡出子で、カイエターナより11歳年下であり、この結婚は当時のスペイン社会では醜聞として取り沙汰された。にもかかわらず公爵夫妻の仲は睦まじく、継父アギーレとカイエターナの子供たちとの関係も良好だった。アギーレはカイエターナの長男と一緒にアルバ公爵家の所領を経営していたが、2001年に死去した。
カイエターナは2008年頃から、24歳年下の公務員で広報関係企業の経営者でもあるアルフォンソ・ディエス・カラバンテス（Alfonso Díez Carabantes、1950年 - ）との結婚を望むようになった。この結婚はカイエターナの子供たちのみならずスペイン王フアン・カルロス1世にも反対を受け、子供たちが「2人の関係は友情に過ぎず、結婚の予定はない」との声明を発表する事態に発展した。
しかしカイエターナの結婚への意思は固く、ディエスの求婚を財産目当てだとして敵視する子供たちに財産分与をすることで、彼らをなだめた。ディエスもまた結婚に先立ってカイエターナの財産に対するいかなる要求もしないことを宣言している。カイエターナは2011年10月5日、セビリアのラス・ドゥエーニャス宮殿において、ディエスと3度目の結婚をした。新郎は60歳、新婦は85歳だった。
カイエターナの財産は2011年時点で、最高で35億ユーロ、最低でも6億ユーロと見積もられている。アルバ公爵家の蒐集品にはディエゴ・ベラスケスやフランシスコ・デ・ゴヤの絵画作品、ミゲル・デ・セルバンテス『ドン・キホーテ』の初版本、クリストファー・コロンブス直筆の手紙、スペイン各地にある宮殿、膨大な所領が含まれている。
2014年11月20日、セビリアの自邸で死去。88歳没。

## 子女
最初の夫との間に5人の息子と1人の娘がいる。子供たちは全員カイエターナから爵位を受け継いでいる。
- カルロス・フィツ＝ハメス・ストゥアルト・イ・マルティネス・デ・イルホ（英語版）（1948年 - ） - 第19代アルバ公爵
- アルフォンソ・マルティネス・デ・イルホ・イ・フィツ＝ハメス・ストゥアルト（1950年 - ） - 第16代アリアーガ公爵
- ハコボ・フィツ＝ハメス・ストゥアルト・イ・マルティネス・デ・イルホ（スペイン語版）（1954年 - ） - 第23代シルエラ伯爵
- フェルナンド・マルティネス・デ・イルホ・イ・フィツ＝ハメス・ストゥアルト（1959年 - ） - 第11代サン・ビセンテ・デル・バルコ侯爵
- カイエターノ・マルティネス・デ・イルホ・イ・フィツ＝ハメス・ストゥアルト（スペイン語版）（1963年 - ） - 第13代サルバティエラ伯爵
- エウヘニア・マルティネス・デ・イルホ・イ・フィツ＝ハメス・ストゥアルト（英語版）（1968年 - ） - 第12代モントーロ公爵夫人

## 称号

### 公爵位
- 第18代アルバ公爵グランデ
- 第15代アリアーガ公爵グランデ；次男に譲渡
- 第3代アルホナ公爵グランデ
- 第11代ベリック公爵グランデ；ただしスペイン貴族としての爵位[1][12]
- 第17代イハール公爵グランデ
- 第11代リリア・イ・ヘリカ公爵グランデ
- 第11代モントーロ公爵グランデ；長女に譲渡

### 伯公爵位
- 第12代オリバーレス伯公爵グランデ

### 侯爵位
- 第17代カルピオ侯爵グランデ
- 第10代サン・ビセンテ・デル・バルコ侯爵グランデ；四男に譲渡
- 第16代アルガバ侯爵
- 第16代アルメナラ侯爵
- 第18代バルカロタ侯爵
- 第10代カスタニェーダ侯爵
- 第23代コリア侯爵
- 第14代エリチェ侯爵
- 第16代ミラーリョ侯爵
- 第20代ラ・モータ侯爵
- 第20代モヤ侯爵
- 第17代オラーニ侯爵
- 第12代オセラ侯爵
- 第14代サン・レオナルド侯爵
- 第19代サリア侯爵
- 第12代タラソナ侯爵
- 第15代バルドゥンキリョ侯爵
- 第18代ビジャヌエバ・デル・フレスノ侯爵
- 第17代ビジャヌエバ・デル・リオ侯爵

### 伯爵位
- 第27代アランダ伯爵グランデ
- 第22代レモス伯爵グランデ
- 第20代レリン伯爵グランデ
- 第20代ミランダ・デル・カスタニャール伯爵グランデ
- 第16代モンテレイ伯爵グランデ
- 第20代オソルノ伯爵グランデ
- 第18代パルマ・デ・リオ伯爵グランデ
- 第12代サルバティエラ伯爵グランデ；五男に譲渡
- 第22代シルエラ伯爵グランデ；三男に譲渡
- 第19代アンドラーデ伯爵
- 第14代アラヤ伯爵
- 第16代カサルビオス・デル・モンテ伯爵
- 第16代フエンテス・デ・バルデペーロ伯爵
- 第11代フエンティドゥエニャ伯爵
- 第17代ガルベ伯爵
- 第18代ヘルベス伯爵
- 第16代ギメラ伯爵
- 第21代モディカ伯爵ただしシチリア王国貴族としての爵位
- 第24代リバデオ伯爵
- 第25代サン・エステバン・デ・ゴルマス伯爵
- 第12代サンタ・クルス・デ・ラ・シエラ伯爵
- 第11代ティンマス伯爵ベリック公爵と同じくイングランドの爵位をスペインの爵位と認められたもの
- 第20代ビジャルバ伯爵

### 子爵位
- ラ・カルサーダ子爵

### 男爵位
- 第11代ボズワース男爵ベリック公爵、ティンマス伯爵と同様の扱い

### 領主位
- 第29代モゲル領主